# Everything That Happens Will Happen Today
Everything That Happens Will Happen Today è il secondo album nato dalla collaborazione tra David Byrne e Brian Eno, uscito il 18 agosto 2008 per l'etichetta Todo Mundo.

## Il disco
Rappresenta il primo lavoro assieme tra i due artisti dopo l'album My Life in the Bush of Ghosts del 1981. Byrne ed Eno lavorarono per creare una mescolanza della musica gospel ed elettronica per tutto il 2007 e i primi mesi del 2008 attraverso la posta elettronica, e usarono il passa parola e vendite su internet per pubblicizzare la musica. Il singolo "Strange Overtones" venne pubblicato gratuitamente per promuovere l'album e Byrne fece dei concerti, nei quali suonava sia materiale di questo nuovo album che materiale dell'album precedente, per tutto il 2008 e la prima metà del 2009. In vari brani suona Steve Jones, chitarrista dei Sex Pistols.

## Tracce
Testi di David Byrne, musiche di Brian Eno, eccetto dove indicato.
1. Home – 5:06
2. My Big Nurse – 3:21
3. I Feel My Stuff – 6:25
4. Everything That Happens – 3:46
5. Life Is Long – 3:45
6. The River – 2:30
7. Strange Overtones – 4:17 (David Byrne, Brian Eno, Leo Abrahams)
8. Wanted for Life – 5:06
9. One Fine Day – 4:55
10. Poor Boy – 4:19
11. The Lighthouse – 3:46

Traccia bonus nell'edizione giapponese
1. Poor Boy (Eno & Leo Abrahams Remix) – 3:51

Tracce bonus nell'edizione giapponese
1. Never Thought – 4:08
2. Walking Along the River – 4:38
3. The Eyes – 3:29
4. The Painting – 4:33

## Formazione
"Home"
- Leo Abrahams – chitarra acustica, percussioni
- David Byrne – canto, chitarra solista
- Brian Eno – basso elettrico, controcanto, batteria elettrica, campionatore, tastiere, chitarre
- Seb Rochford – batteria

"My Big Nurse"
- Leo Abrahams – chitarra elettrica ed acustica, pianoforte, percussioni
- David Byrne – canto
- Brian Eno – basso, organo, chitarra virtuale Steinberg, chitarra elettrica
- Steve Jones – chitarra
- Seb Rochford – batteria

"I Feel My Stuff"
- Leo Abrahams – chitarra
- David Byrne – canto
- Brian Eno – basso, batteria elettrica, canto, chitarra, tastiere, ottoni, controcanto, effetti speciali
- Tim Harries – basso
- Phil Manzanera – chitarra
- Seb Rochford – batteria

"Everything That Happens"
- Leo Abrahams – pianoforte, chitarra
- David Byrne – canto
- Brian Eno – basso, tastiere, chitarra, canto

"Life Is Long"
- Leo Abrahams – chitarra, pianoforte, percussioni
- David Byrne – canto
- Barry Danielian – ottoni
- Brian Eno – basso, controcanto, effetti speciali, omnichord, chitarra
- Steve Jones – chitarra ritmica
- Dan Levine – ottoni e arrangiamento
- Dave Mann – ottoni
- Paul Shapiro – ottoni

"The River"
- Leo Abrahams – hurdy gurdy, chitarra baritono
- David Byrne – canto
- Brian Eno – chitarre, basso, tastiere, controcanto
- Mauro Refosco – pandeiro, shaker, reco reco, percussioni

"Strange Overtones"
- Leo Abrahams – chitarre, basso, stilofono, effetti speciali
- David Byrne – canto, chitarra ritmica
- Brian Eno – controcanto, organo, omnichord, tastiere, effetti speciali
- Steve Jones – chitarra
- Mauro Refosco – bongo, congas, tamburello basco
- Seb Rochford – batteria
- Robert Wyatt – assolo di tamburo a cornice

"Wanted for Life"
- Leo Abrahams – chitarre, basso, controcanto, percussioni
- David Byrne – canto
- Barry Danielian – ottoni
- Brian Eno – basso, controcanto, tastiere, chitarra, batteria elettrica
- Dan Levine – ottoni
- Dave Mann – ottoni
- Seb Rochford – batteria
- Paul Shapiro – ottoni

"One Fine Day"
- Leo Abrahams – chitarra acustica, basso
- David Byrne – canto
- Brian Eno – basso, controcanto, chitarra virtuale Steinberg, chitarre elettriche, effetti speciali
- Steve Jones – chitarra
- Mauro Refosco – zabumba, cahon, tamborim, conga, shaker
- Seb Rochford – batteria

"Poor Boy"
- Leo Abrahams – basso
- David Byrne – canto, chitarra
- Brian Eno – basso, batteria elettrica, effetti speciali, chitarre, tastiere, ottoni
- Seb Rochford – batteria

"The Lighthouse"
- Leo Abrahams – basso, chitarra
- David Byrne – canto, chitarre, clavinet, pianoforte, surdu, percussioni
- Brian Eno – basso, effetti speciali, tastiere
- Seb Rochford – batteria

"Never Thought"
- Leo Abrahams – ebow, chitarra acustica, pianoforte, percussioni
- David Byrne – canto, chitarre
- Brian Eno – basso, chitarra solista e ritmica, effetti speciali, controcanto
- Melanie Hall QC – controcanto
- Robert Wyatt – batteria

"Walking Along the River"
- David Byrne – canto, pianoforte
- Brian Eno – basso, chitarre elettriche, tastiere, batteria elettronica, omnichord, percusiioni, controcanto
- Darla Eno – canto
- Irial Eno – canto
- Seb Rochford – batteria

"The Eyes"
- Leo Abrahams – chitarre registrate con backmasking, basso
- David Byrne – canto
- Brian Eno – chitarre, tastiere, omnichord, pianoforte, controcanto

"The Painting"
- Leo Abrahams – chitarre, basso, glockenspiel, chitarra
- David Byrne – canto
- Brian Eno – chitarra, shaker, effetti speciali, tastiere
- Mauro Refosco – zabumba, timbal
- Seb Rochford – batteria